# Rudraprayag
Rudraprayag è un paese, classificato come nagar panchayat, di 2.242 abitanti, capoluogo del distretto di Rudraprayag, nello stato federato dell'Uttarakhand, nell'India settentrionale. In base al numero di abitanti la città rientra nella classe VI (meno di 5.000 persone). Attorno a questa zona, tra il 1918 e il 1926, si sono registrate le 125 vittime del leopardo antropofago.

## Geografia fisica

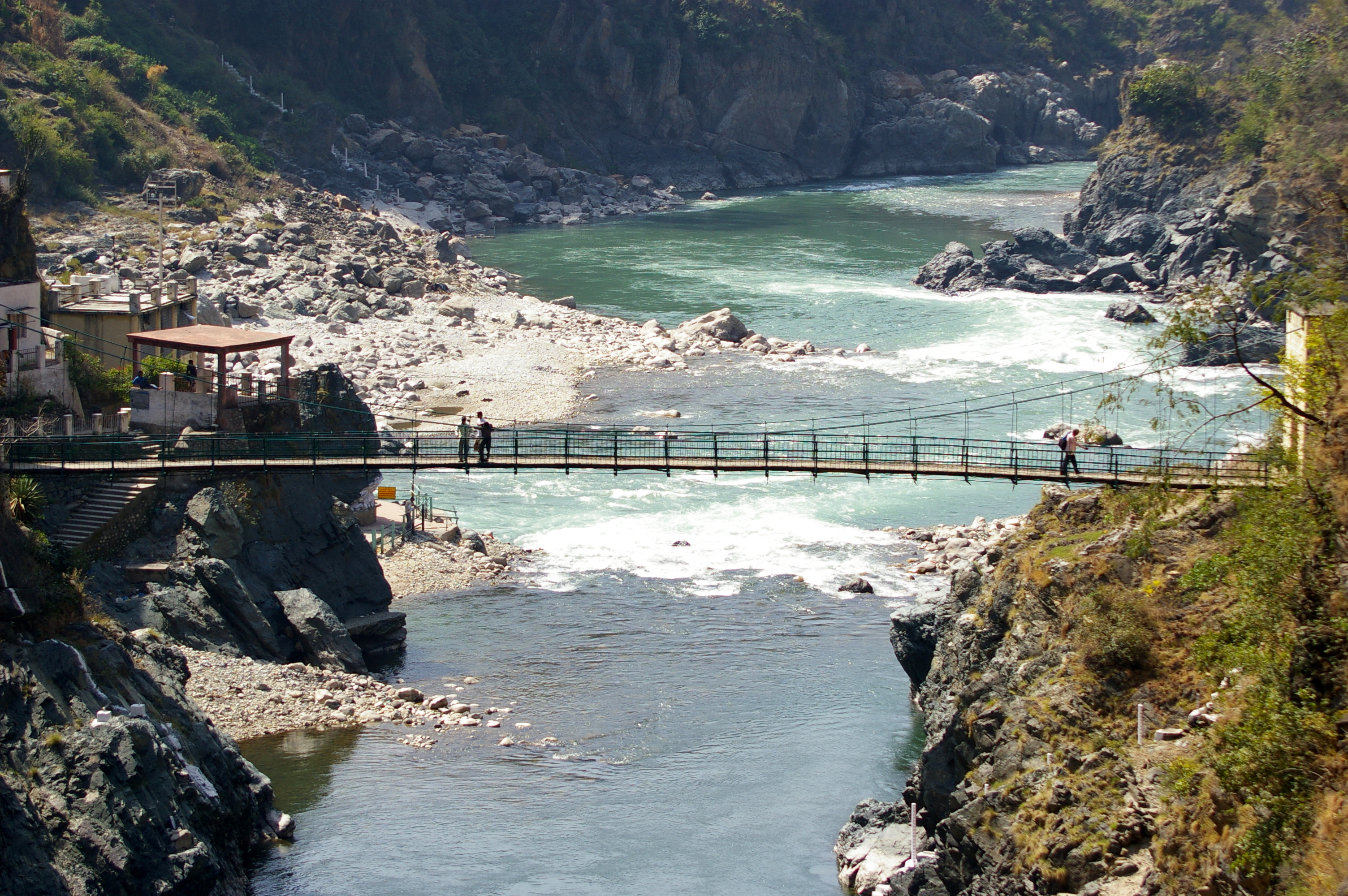
L'unione dei due fiumi

La città è situata a 30° 16' 60 N e 78° 58' 60 E e ha un'altitudine di 894 m s.l.m..
In lingua indù la parola prayag significa confluenza. A Rudraprayag si uniscono due fiumi, il "Mandakini" e l'"Alaknanda". A partire da quel punto, le acque mescolate dei due fiumi sono note come Ganga Mai, meglio conosciuto in tutto il mondo come Gange.

## Società

### Evoluzione demografica
Al censimento del 2001 la popolazione di Rudraprayag assommava a 2.242 persone, delle quali 1.418 maschi e 824 femmine. I bambini di età inferiore o uguale ai sei anni assommavano a 282, dei quali 150 maschi e 132 femmine. Infine, coloro che erano in grado di saper almeno leggere e scrivere erano 1.691, dei quali 1.129 maschi e 562 femmine.